# کنتور مویونان
کنتور مویونان (به اسپانیایی: Kuntur Muyunan) یک کوه در پرو است که در Peru, Junín Region واقع شده‌است. کنتور مویونان ۴٬۲۰۰ متر بالاتر از سطح دریا واقع شده‌است.